# Charles Isabelle
 (mars 2019).
Si vous disposez d'ouvrages ou d'articles de référence ou si vous connaissez des sites web de qualité traitant du thème abordé ici, merci de compléter l'article en donnant les références utiles à sa vérifiabilité et en les liant à la section « Notes et références ».
Charles Édouard Isabelle (24 février 1800, Le Havre - 1er mai 1880, Paris) est un architecte français inhumé au cimetière du Père-Lachaise.

## Biographie

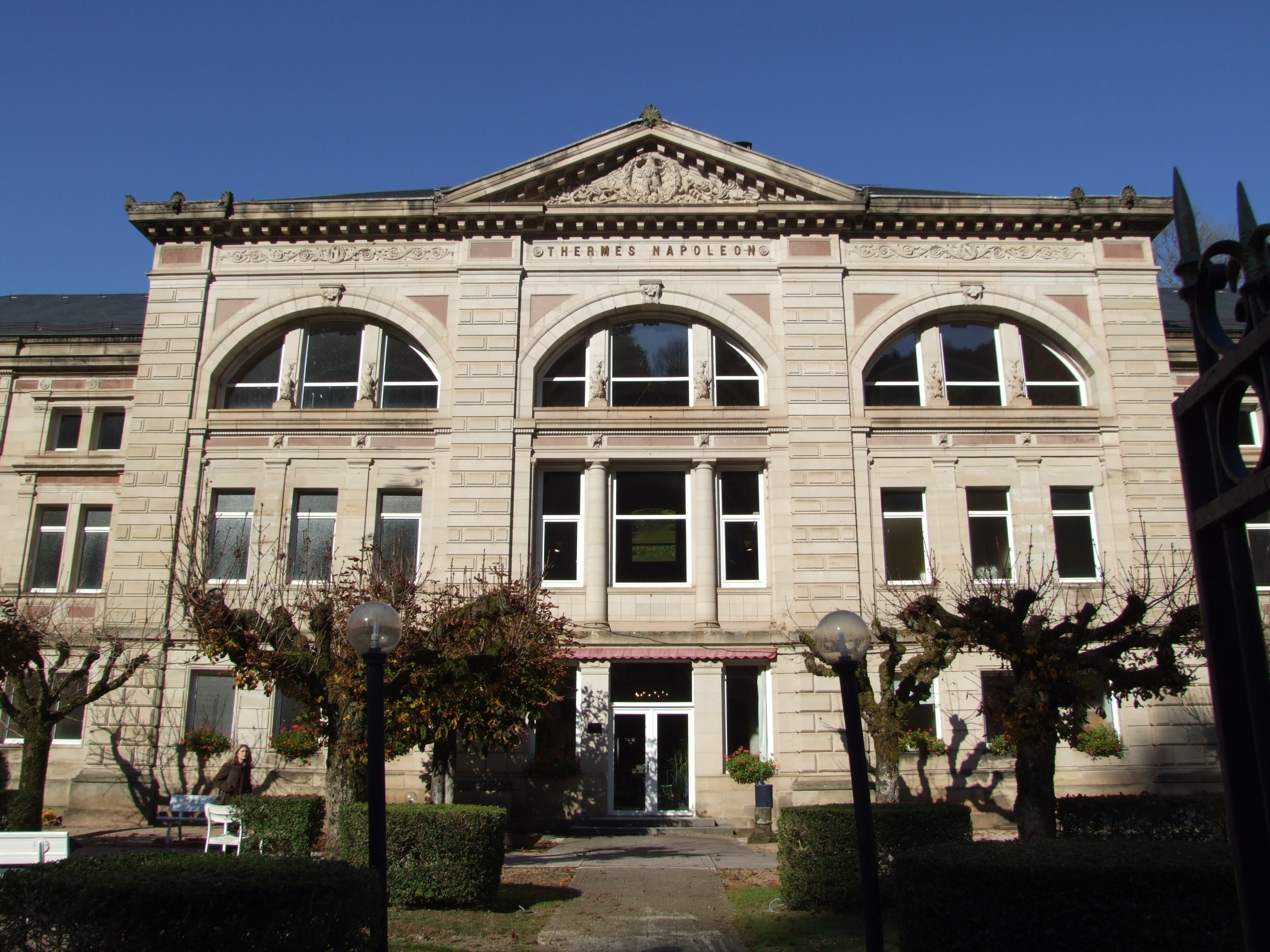
Thermes de Plombières

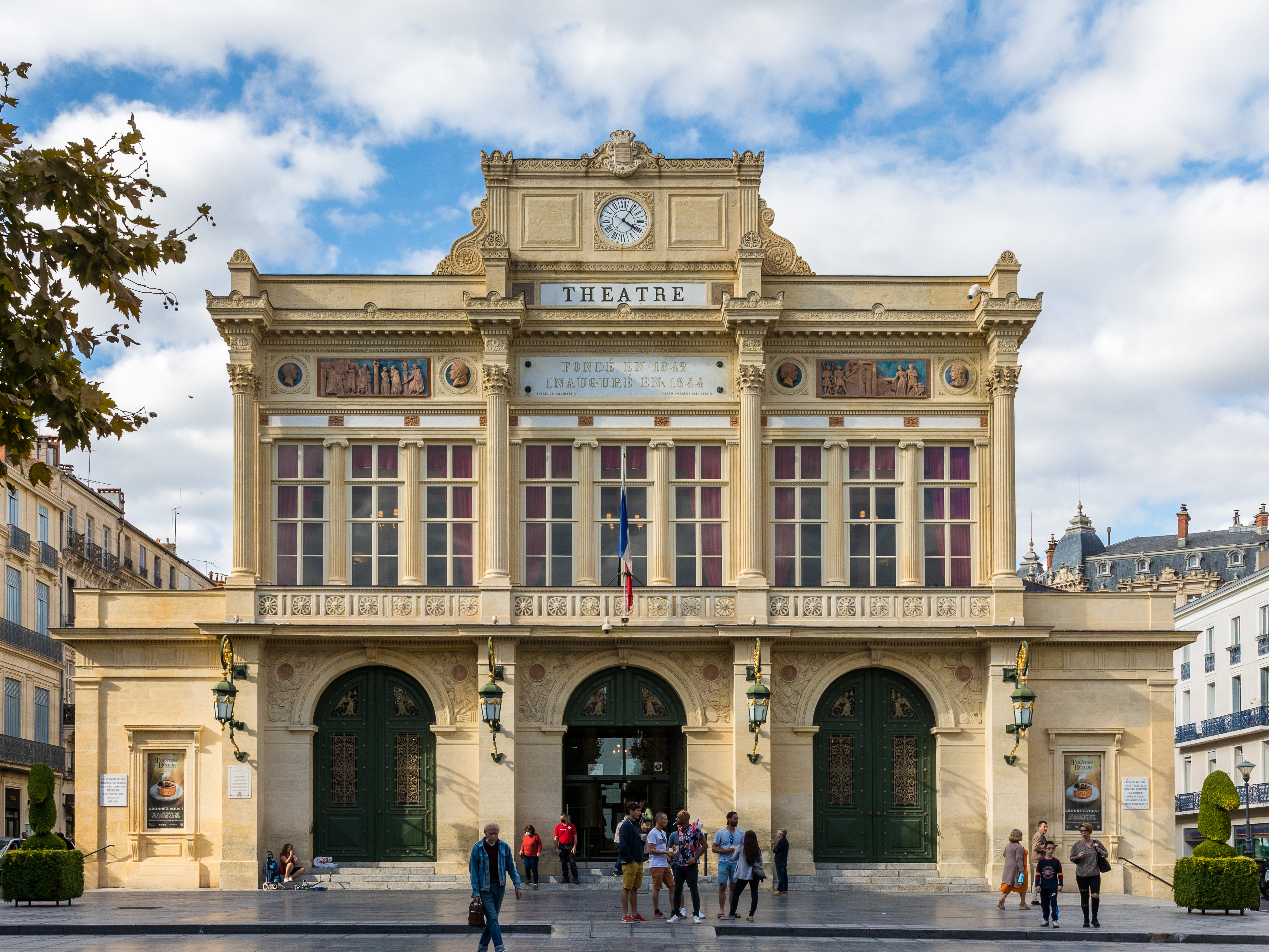
Théâtre de Béziers

Il étudie à l'École des Beaux-Arts entre 1818 et 1824, élève d'Achille Leclère, il voyage en Italie de 1824 à 1828. Il est ensuite sous-inspecteur puis inspecteur des travaux de l’église de la Madeleine, à Paris en 1828, architecte de l’École des arts et métiers de Châlons-en-Champagne entre 1845 et 1880. Entre 1869 et 1877, il est nommé architecte des Établissements thermaux. Il expose au Salon à partir de 1831. Il devient chevalier (1845), puis officier (1862) de la Légion d'honneur.

## Constructions
- Hôtel des Douanes de Rouen (1835 – 1842) (détruit en 1944)
- École des Arts et Métiers d'Angers (1855-1877)[2], il réalise des agrandissements
- Thermes de Plombières (1869)
- Théâtre de Béziers
- Tombeau de David d'Angers à Paris
- Tombeau de Geoffroy Saint-Hilaire à Paris
- Tombeau de François Adrien Boieldieu à Rouen

## Écrits
- Parallèle des salles rondes de l’Italie, antiques et modernes, Firmin-Didot, Paris, 1831 ; Lévy, Paris, 1863
- Notice sur le tombeau de Napoléon, Lenoir, Paris, 1841
- Les Édifices circulaires et les Dômes, Paris, 1843 ; Firmin-Didot frères, 1855